# Il cavaliere per amore
Il cavaliere per amore és una òpera en dos actes composta per Niccolò Piccinni sobre un llibret italià de Giuseppe Petrosellini. S'estrenà al Teatro Nuovo de Nàpols l'hivern de 1762.
A Catalunya s'estrenà el 20 de gener de 1766 al Teatre de la Santa Creu de Barcelona.